# 포드 익스플로러
포드 익스플로러(Ford Explorer)는 미국의 자동차 제조 회사인 포드가 생산, 판매하는 준대형 스포츠 유틸리티 자동차이다. 차명인 익스플로러는 영어로 탐험가를 의미한다. 같은 플랫폼을 이용하는 SUV로는 링컨 에비에이터가 있다.

## 1세대

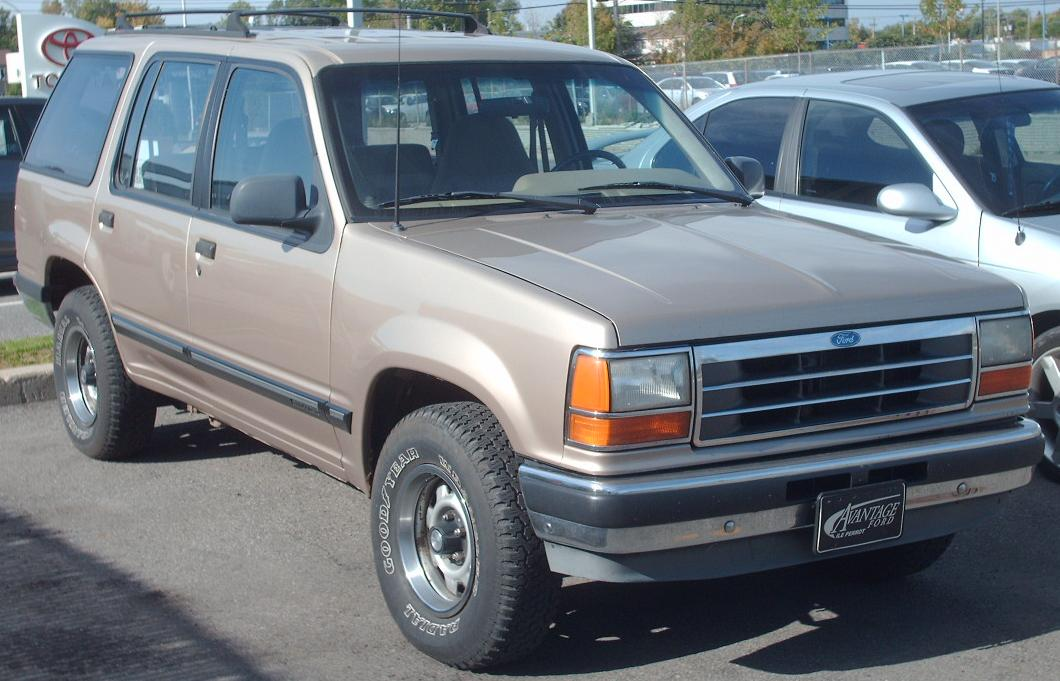
포드 익스플로러 정측면

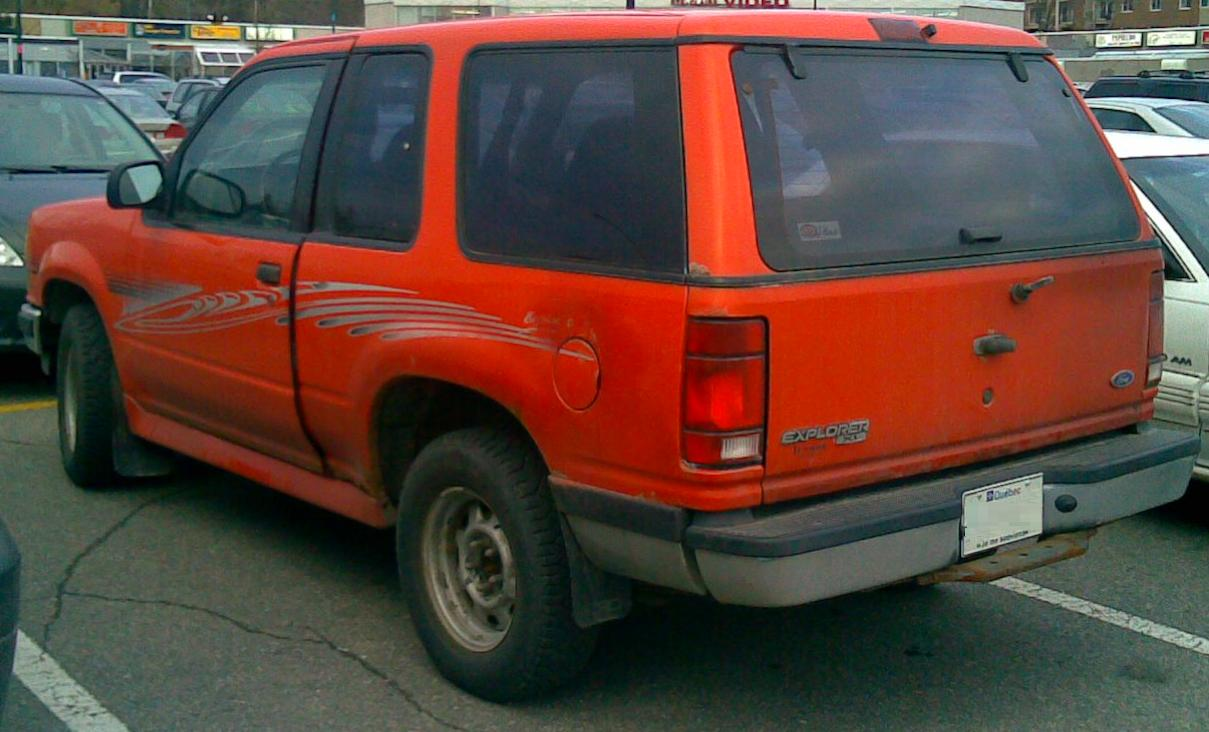
포드 익스플로러 스포트 후측면

1990년 2월에 출시되었다. 전신인 브롱코보다 한 등급 올려 좀 더 승용차의 구성에 가깝게 만들어져 현재의 SUV 개념을 정착시킨 새로운 차종으로 개발되었다. 쾰른(Cologne) V6 4,000cc 엔진을 탑재했다. 구동방식은 후륜구동 및 4륜구동으로 구성되었으며, 3도어 스포트와 5도어 익스플로러가 차체 라인업에 존재했다. 3도어 모델에 한해 북미 시장에서 마쓰다를 통해 "나바호"(Navajo)라는 이름으로 OEM 생산, 판매되기도 했다.

## 2세대

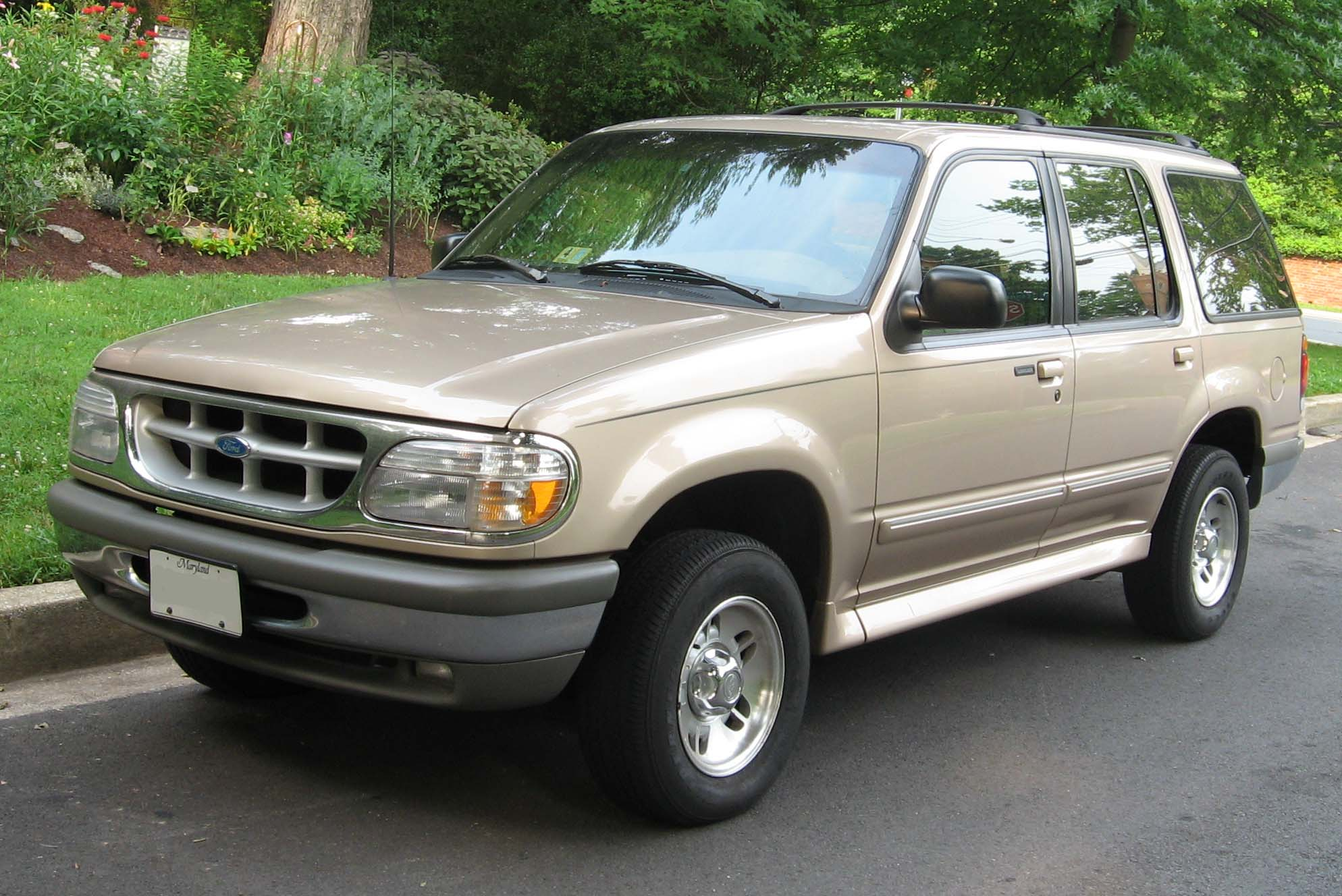
포드 익스플로러 정측면

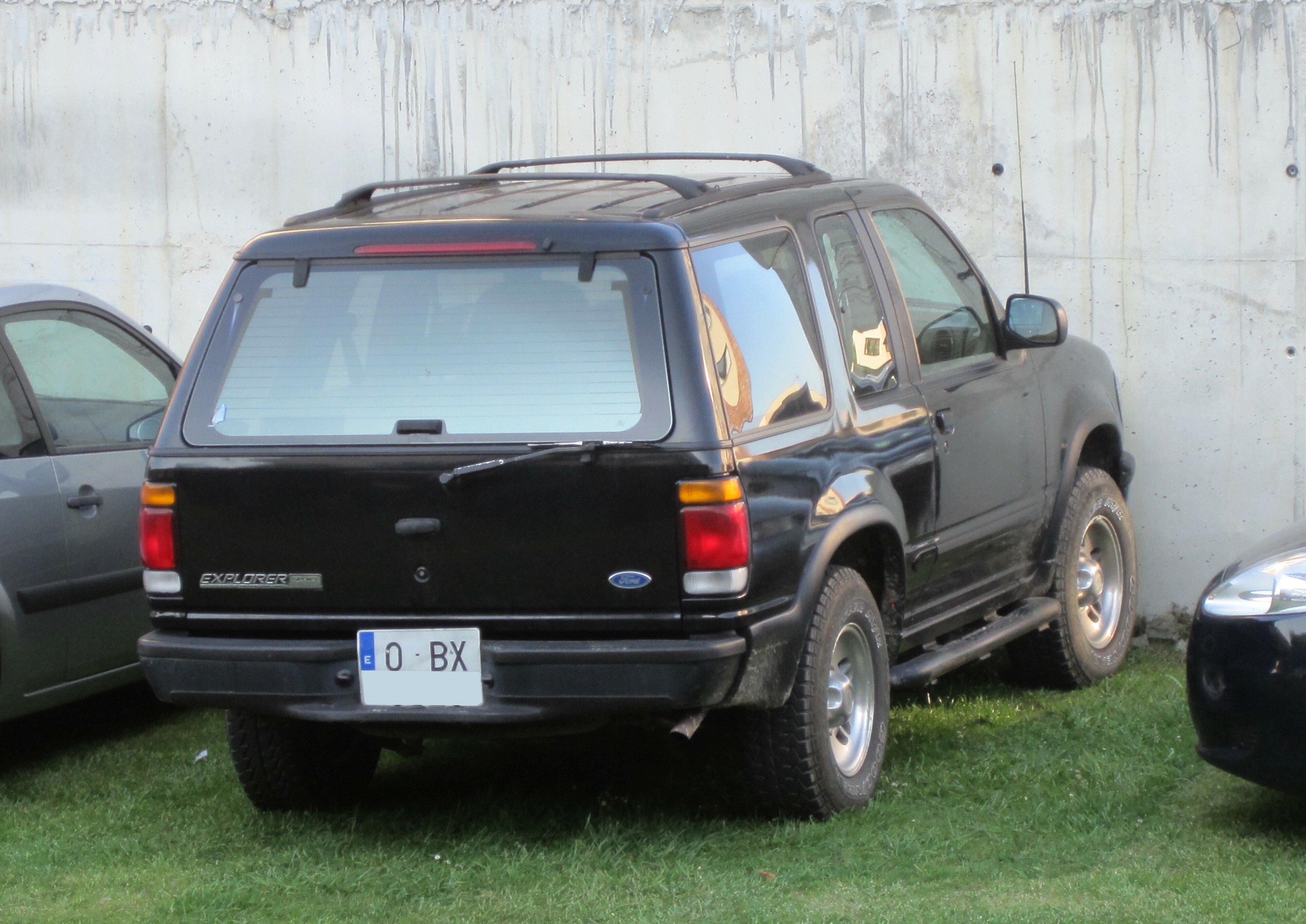
포드 익스플로러 스포트 후측면

1994년 11월에 출시되었다. 포드가 대한민국에서도 법인을 설립한 이후, 2세대부터는 대한민국에서도 판매되기 시작했다. 1세대의 페이스리프트에 가까운 모델로, 기존의 콜롱 엔진 이 외에 윈저(Windsor) V8 5,000cc 엔진이 탑재된 모델이 추가되었다. 대한민국에는 208마력 V6 4.0리터 SOHC 모델만 들어왔고, 컬럼식 5단 자동변속기 사양으로 나왔다. 하지만 미국에서는 파이어스톤 타이어 리콜 사건 및 시장 대응 미비로 인해 2000년을 기점으로 하향세를 탔었다. 익스플로러는 2000년 12월에 단종되었으나, 스포트는 2003년 7월까지 연장 생산 및 판매되었다. 파생 차종으로 픽업 트럭인 익스플로러 스포츠 트랙도 나왔었으며, 플랫폼과 차체를 공유한 형제 차종으로 1996년에 출시된 머큐리 마운티니어가 있었다.

## 3세대

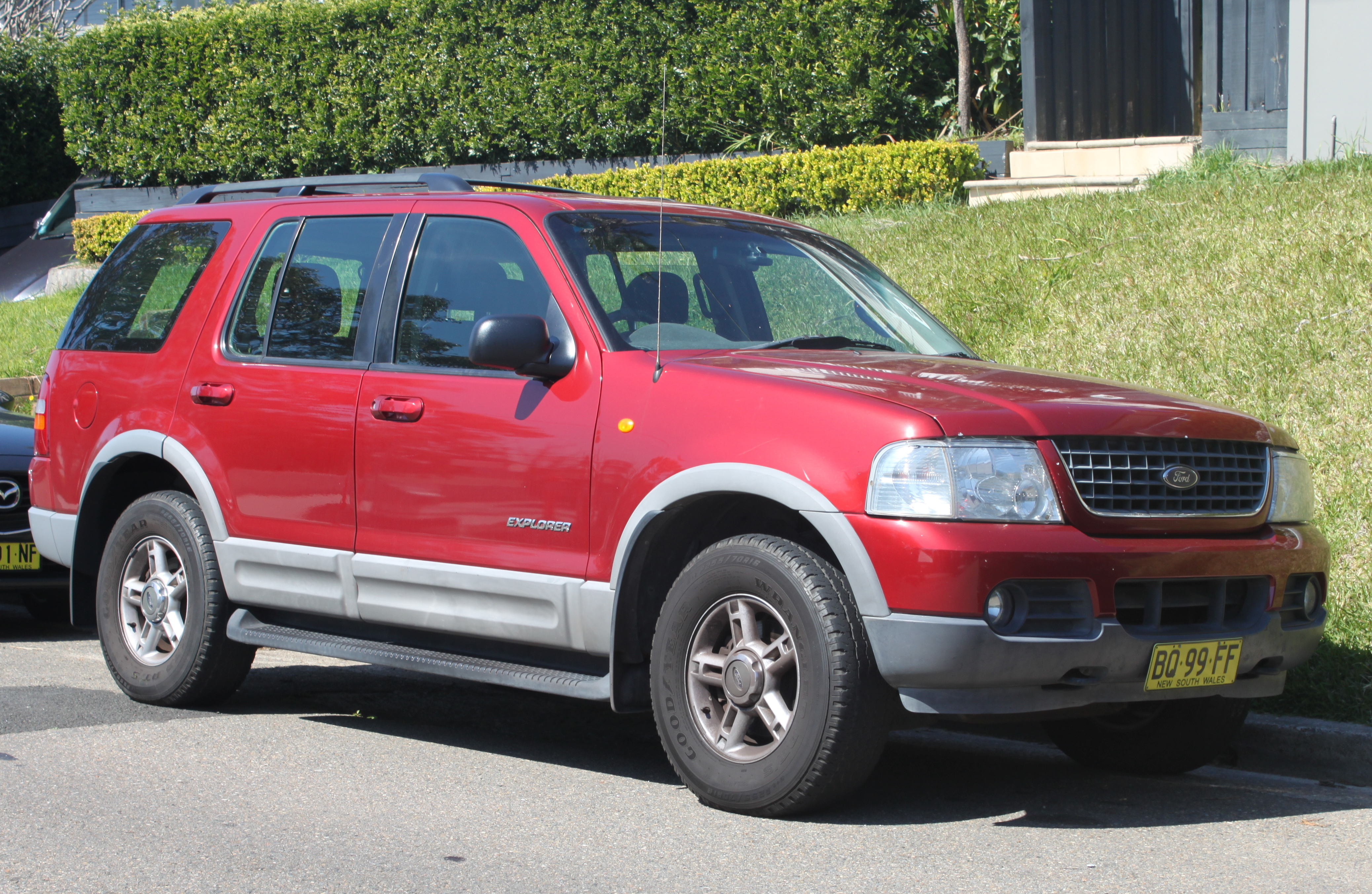
포드 익스플로러 정측면

2001년 1월에 출시되었다. 3세대 역시 형제 차종인 머큐리 마운티니어의 차체와 플랫폼을 공유했다. 이 때부터 독립 멀티링크 서스펜션이 적용되었다. 2세대까지 있었던 3도어 모델이 없어지고 5도어 모델만 남았다. 3세대부터 대한민국에 널리 알려지기 시작했다. 대한민국의 드라마인 겨울연가에서 배용준의 차량으로 등장해 인지도를 얻었으나, 실제로는 판매가 부진하였다. 다만 일본에서는 많이 팔렸다. 2세대에 추가된 윈저 엔진은 V8 4,600cc 포드 모듈러 엔진으로 대체되었다. 4륜 독립 현가 방식의 서스펜션을 채용하고, V8 4.6L SOHC 엔진을 탑재한 모델의 등장으로 크게 상품력 향상이 이루어졌다.

## 4세대

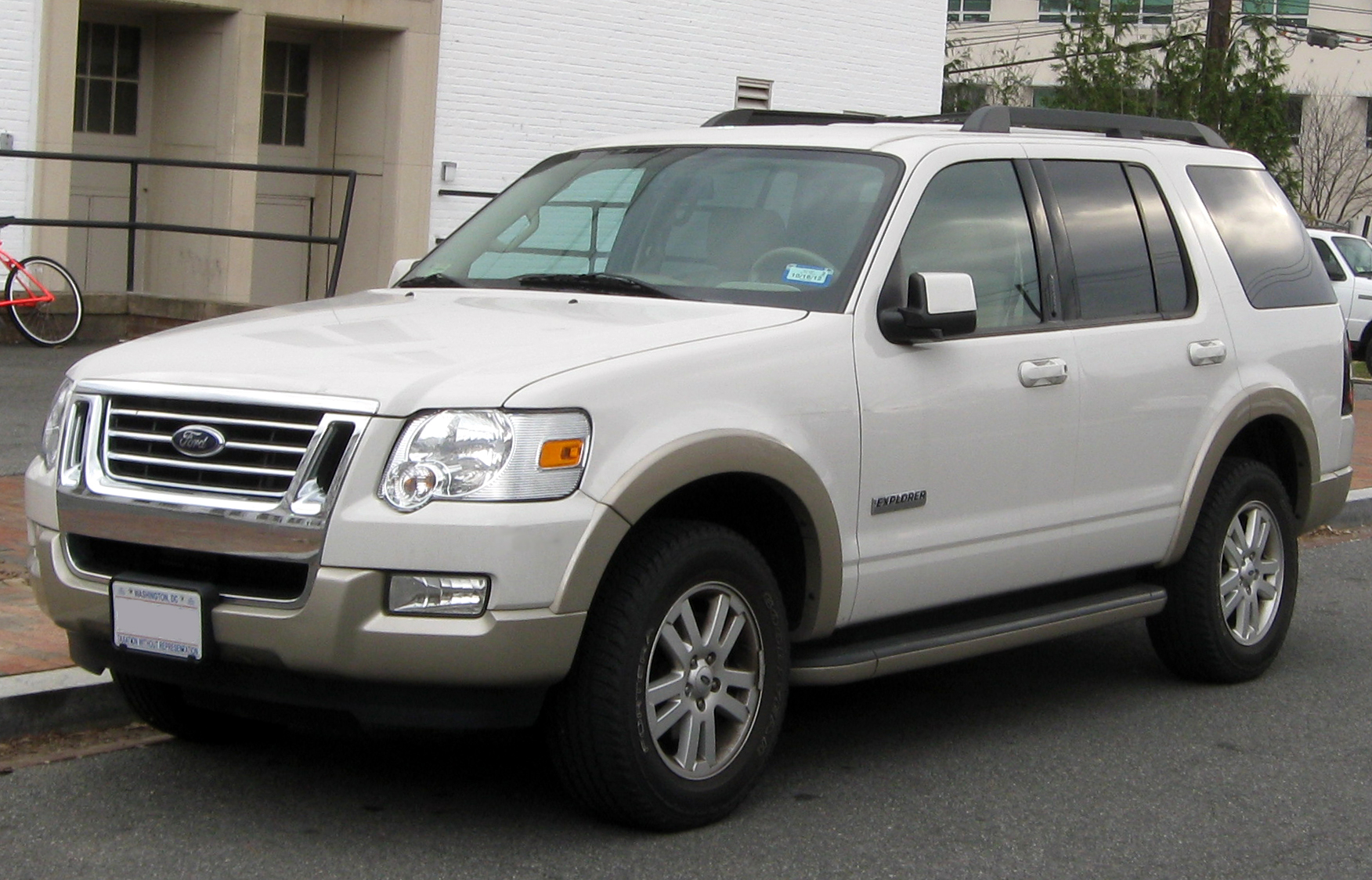
포드 익스플로러 정측면

2005년 7월에 출시되었다. 4세대 역시 형제차인 머큐리 마운티니어의 차체와 플랫폼을 공유했다. 디자인의 폭이 조금 크게 바뀌었으나, 실질적으로는 3세대의 페이스리프트 차종이다. 자동변속기는 컬럼식에서 플로어체인지식으로 변경되었으며, 가솔린 엔진은 5세대 머스탱에 장착되는 213마력 쾰른 V6 4.0리터 SOHC 엔진을 얹었다. 이 엔진은 3세대 디스커버리도 공용했다. 그리고 2006년에 익스플로러 스포츠 트랙도 페이스리프트를 거쳤다. 그럼에도 불구하고 판매량은 지속적으로 하락했으며, 2010년 10월에 파생 차종인 익스플로러 스포츠 트랙과 형제 차종인 머큐리 마운티니어가 단종되었다.
대한민국에서는 유일하게 익스플로러의 픽업 트럭 버전인 스포츠 트랙과 같이 팔린 세대다. 하지만 익스플로러 스포츠 트랙은 대한민국에서 화물차로 형식 승인을 받지 못했으며, 포드가 2021년 대한민국에 출시한 픽업 트럭인 레인저는 화물차로 형식 승인을 받았다.

## 5세대

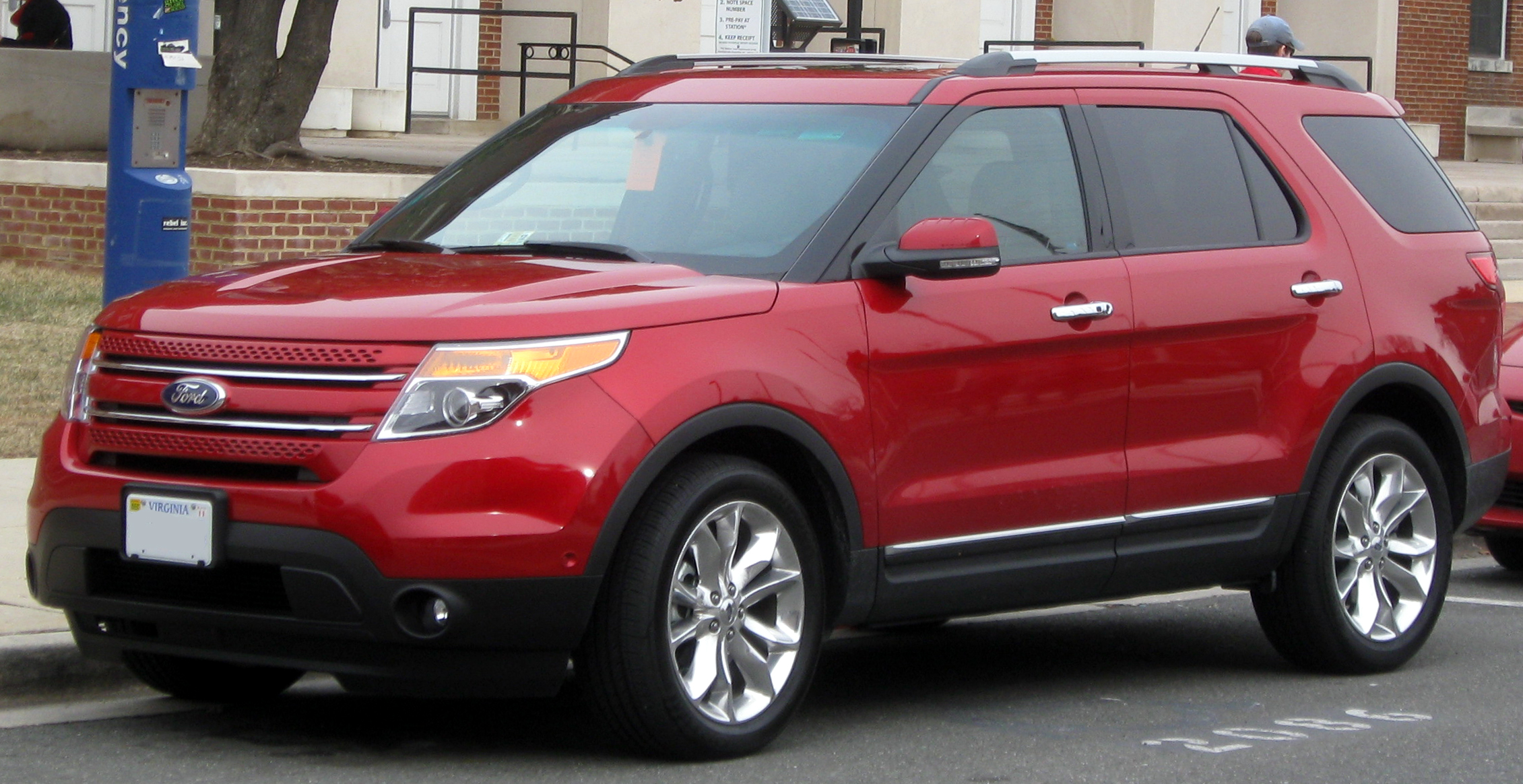
포드 익스플로러(전기형) 정측면

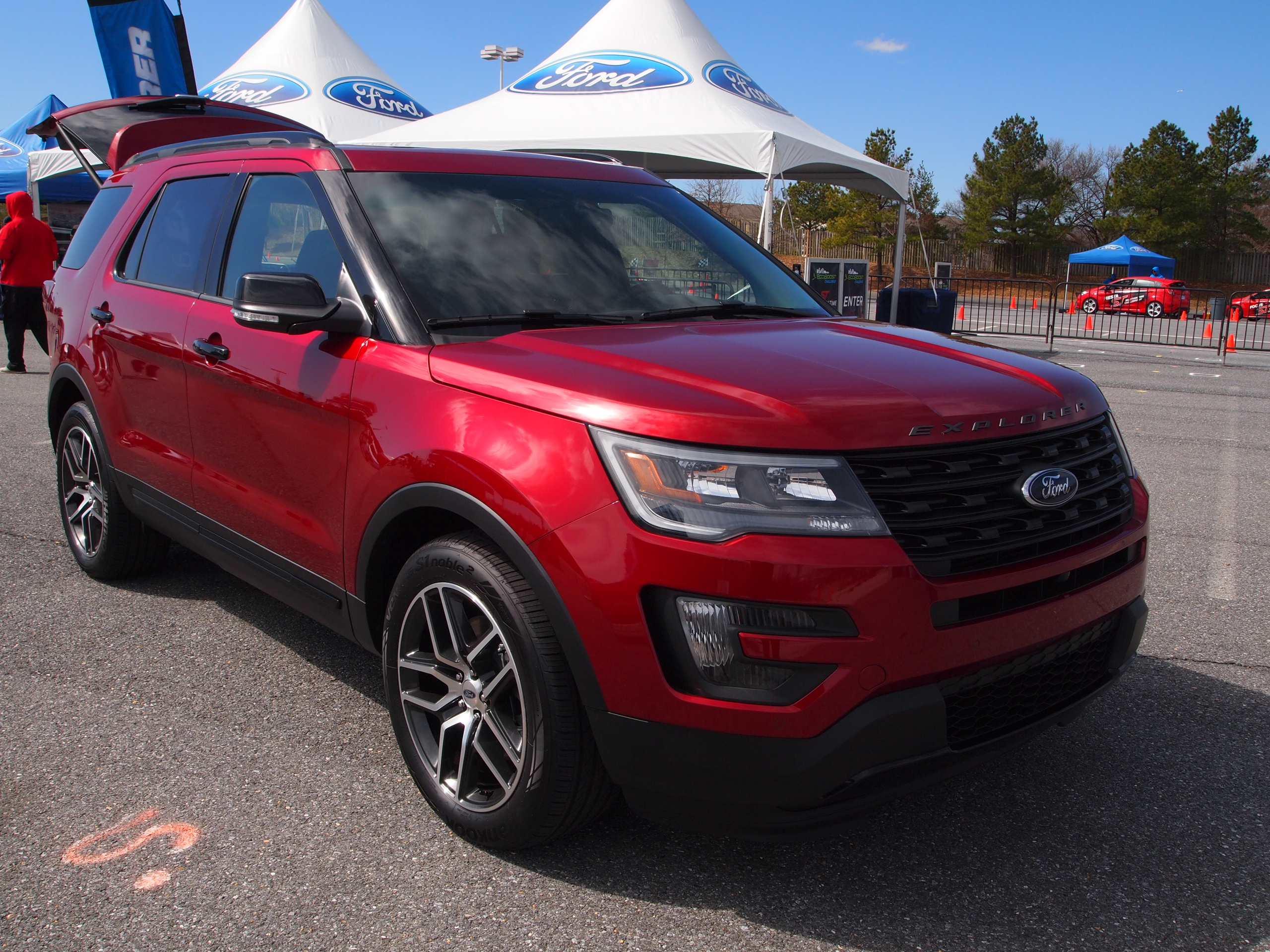
포드 익스플로러(후기형) 정측면

2010년 12월 3일에 출시했으며, 5세대부터 대한민국에서도 큰 반응과 인기를 얻었다. 플랫폼이 대폭 변경되었으며, 원 포드 전략에 따라 키네틱 디자인을 적용해 제법 세련된 디자인으로 탈바꿈했다. 포드의 다운사이징 정책에 따라 243마력 2.0리터 에코부스트 가솔린 터보, 듀라텍 V6 3.5 가솔린 자연흡기, V6 3.5 에코부스트 가솔린 터보 엔진이 장착되었다. 디자인과 엔진 이외에도 프레임 보디를 버리고 토러스의 전륜구동 플랫폼을 기반으로 한 모노코크 보디로 설계되었으며, 픽업 트럭 프레임에 세로배치 후륜구동에서 가로배치 전륜구동 승용차 섀시로 바뀌는 세대 변화 이상의 큰 변화가 있었다. 짐 홀랜드가 디자인했기 때문에 랜드로버 레인지 로버와 비슷한 느낌이 난다. 2012년 3월 28일에 고성능 사양인 스포츠가 공개되었고, 동년 6월에 출시되었다. 스포츠는 에코부스트 V6 3.5L 가솔린 트윈터보 엔진이 장착되었으나, 대한민국에는 판매하지 않았다.
2014년 11월에 열린 LA 오토쇼에서 페이스리프트 모델이 공개되었고, 2015년 여름에 F/L 모델이 출시되었다. 페이스리프트 모델은 243마력 2.0 가솔린 터보 엔진이 머스탱과 공용하고 디튠한 274마력 2.3 가솔린 터보 엔진으로 변경되었으며, 전 모델에 4륜구동이 적용된다. 2.3리터 가솔린 터보의 복합연비는 7.9km/L이다. 단, 2.3리터 가솔린 터보 엔진은 하이옥탄에 세팅되어 있으며(대표적인 잘못 알려진 상식으로, 포드의 에코부스트 엔진은 기본적으로 일반유에 대응한다.), V6 3.5리터 DOHC 자연흡기 엔진은 일반 가솔린이 대응된다.
미국에서는 이 모델부터 폴리스 인터셉터 유틸리티라는 이름으로 경찰차 사양을 분리하였다. V6 3.5L 에코부스트 혹은 V6 3.7리터 자연흡기 엔진, 4륜구동을 기본 사양으로 두었고, 컬럼식 자동변속기가 장착됐다.

## 6세대

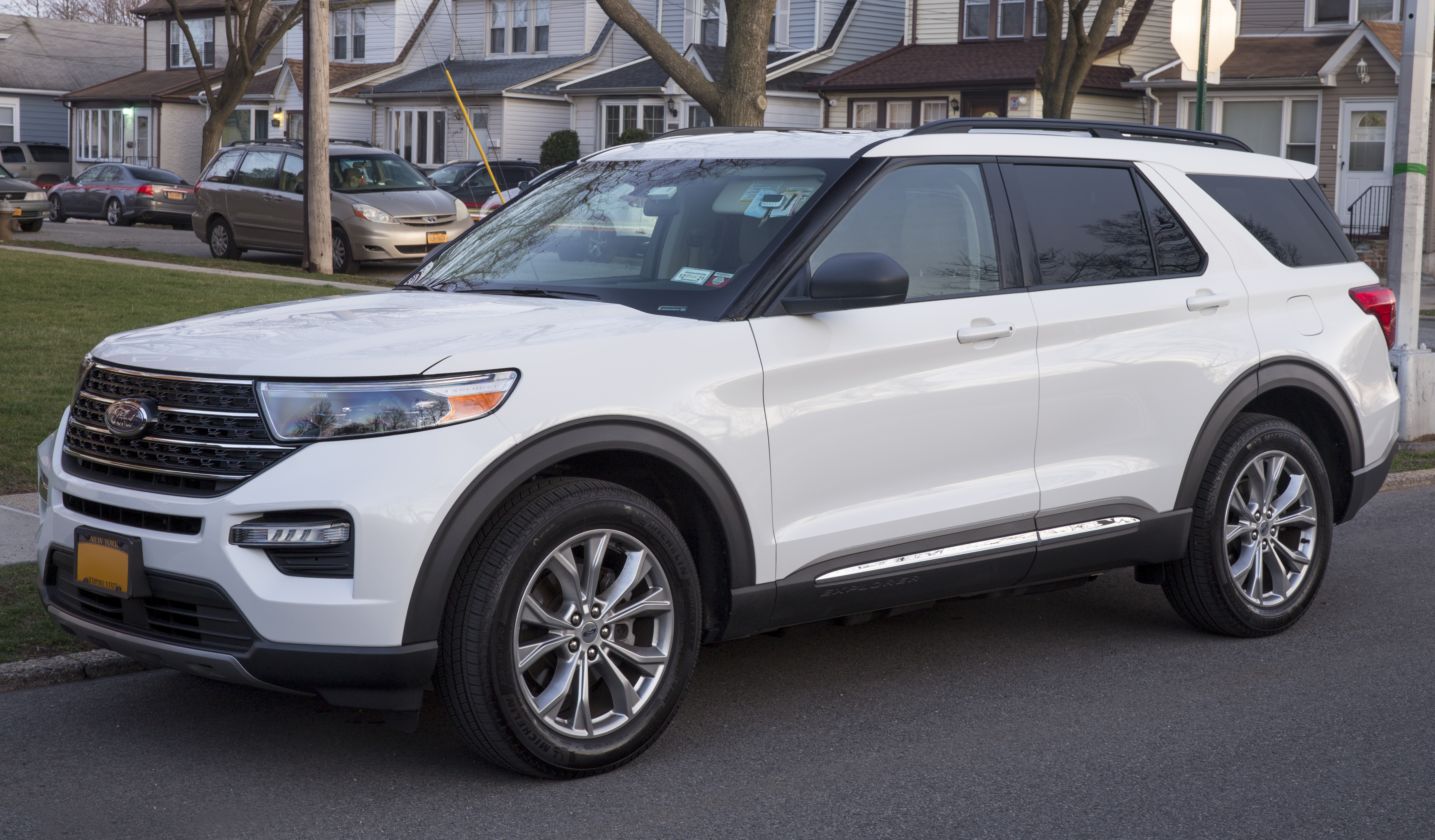
2020년형 익스플로러 정측면

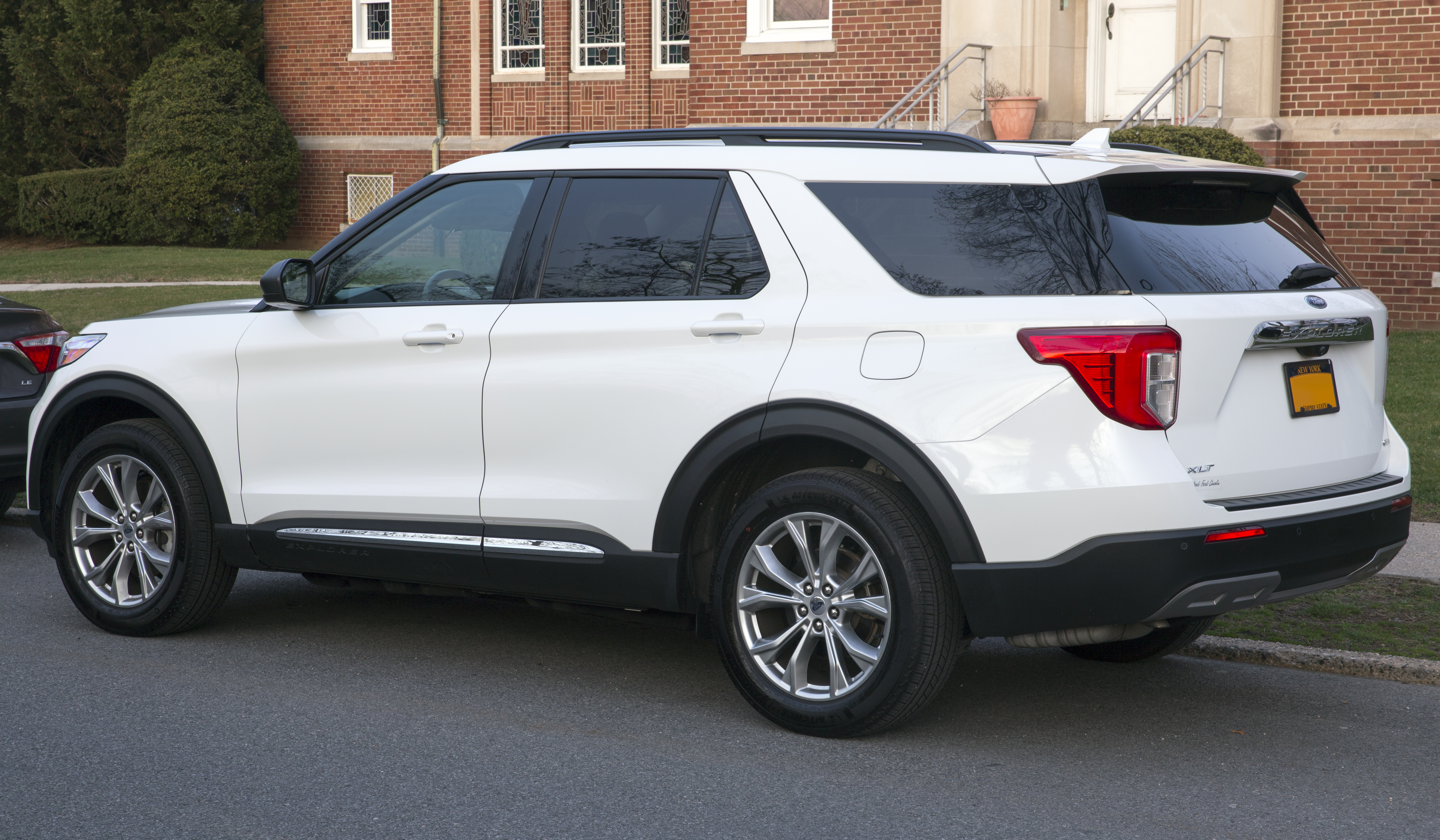
2020년형 익스플로러 후측면

2019년에 공개되었다. 기존 전륜구동 플랫폼에서 머스탱 및 에비에이터와 공용하는 CD6 모노코크 방식의 후륜구동 플랫폼으로 바뀌었다. 304마력 2.3 터보, 370마력 V6 3.0 트윈터보, 450마력 V6 3.0 트윈터보 플러그인 하이브리드 등의 3가지며, 이후에는 V6 3.3리터 하이브리드가 추가됐다. 자동변속기는 10단 다이얼식이 적용된다.
대한민국에는 2019년 11월 5일에 2.3 가솔린 터보가 먼저 출시됐으며 V6 3.0 트윈터보 플러그인 하이브리드는 2020년 8월에, V6 3.0 트윈터보 노멀 사양은 2021년 1월에 들어왔다.
2022년에는 V6 3.0 트윈터보 플러그인 하이브리드의 판매를 중지하고, 318마력 V6 3.3리터 가솔린 하이브리드로 대체한다. V6 3.3 가솔린 하이브리드의 복합연비는 10.4km/L다.
2024년 2월 1일 미국 현지에서 페이스리프트 모델을 공개했다. 파워트레인의 변동은 없으나, V6 3.3리터 가솔린 하이브리드가 단종됐다. 대한민국에는 2024년 11월 12일에 페이스리프트 모델을 출시했으며, 2.3리터 가솔린 터보 엔진으로 단일화했다.

## 경쟁 차종
- 현대자동차 - 팰리세이드
- 기아자동차 - 모하비, 텔루라이드
- 쉐보레 - 트래버스
- 쌍용자동차 - 렉스턴
- 혼다 - 파일럿
- 폭스바겐 - 투아렉, 아틀라스
- 지프 - 그랜드 체로키
- 닛산 - 패스파인더

## 같이 보기
- 링컨 에비에이터